# 杆洞河
杆洞河，也称雍里河，位于中国贵州省东南部和广西壮族自治区北部，是柳江上游都柳江右岸支流，发源于广西融水苗族自治县同练瑶族乡摩天岭十二坪，向北流经融水县杆洞乡，贵州从江县雍里乡，至广西三江侗族自治县梅林乡石碑寨汇入都柳江。河长77千米，平均比降9.3‰，流域面积435平方千米。